# 若竹型駆逐艦
若竹型駆逐艦（わかたけがたくちくかん）は、日本海軍の二等駆逐艦、同型艦8隻。

## 計画
大正7年度(1918年)から実行される八六艦隊案で建造予定の二等駆逐艦(中型駆逐艦)16隻のうち、3隻が樅型として竣工し、それ以降の8隻が本型とされた。更に大正9年度(1920年)からの八八艦隊案で更に10隻の二等駆逐艦が計画されたが、1922年(大正11年)に調印されたワシントン海軍軍縮条約により計画が改められた。新たに決定した大正12年度新補充計画では八六艦隊案のうち製造未訓令の5隻と、八八艦隊案の10隻は全て中止となり、結局本型の竣工は8隻で終わった。以後二等駆逐艦は建造されておらず本型が最後の二等駆逐艦となった。

## 艦型
本型の計画番号はF37C。前型である樅型(計画番号F37、F37A、F37B)の改型とも言える艦級である。
樅型では復元力の不足から舵を切るときの傾きが大きくなり、本型では船体幅を6インチ(約15cm)広げて改善を図った。また樅型では排水量が計画より45トン超過する状態で、軽減する見込みも無いことから、本型では初めから計画排水量900トン(樅型より50トン増)とした。これにより吃水が3インチ(約7.6cm)増加し、速力も36ノットから34ノットに低下する計画だった。外見上に樅型と大きな違いは無い。

### 主機械
主機は樅型と同様、色々な型のタービンが搭載された。
- ブラウン・カーチス式 - 若竹、芙蓉、呉竹、刈萱
- パーソンズ式 - 朝顔、早苗、早蕨
- ツエリー(チェリー)式 - 夕顔

## 運用
竣工後は1924年(大正13年)12月以降、第13駆逐隊と第16駆逐隊を編成し、原則第一艦隊第一水雷戦隊で主力部隊の直衛艦として働いた。1930年代にはより高性能な後継艦が就役し始めたため、以後は中国方面の警備艦などを務め、太平洋戦争では多くが船団輸送に従事した。低速力（最大発揮速力17ノット程度）の新型海防艦（丙型海防艦、丁型海防艦）に対して優速の駆逐艦は護衛艦としても適任であり、本艦型は手頃な艦として重用された。

## 命名方法と同型艦

### 艦番による艦名
八八艦隊計画による大建艦計画により艦名不足が心配され神風型[II]、若竹型より駆逐艦は番号名となった。しかしワシントン軍縮条約により計画は中止、艦名不足の心配は無くなり1928年（昭和3年）8月1日付（同年6月1日、達第80号）で、神風型駆逐艦（第一号型駆逐艦）、若竹型駆逐艦（第二号型駆逐艦）、睦月型駆逐艦（第十九号型駆逐艦）、吹雪型駆逐艦（第三十五号型駆逐艦）等の固有艦名へ改名した。
若竹（わかたけ）
1922年（大正11年）9月30日、川崎造船所で竣工。当初名は「第二駆逐艦」。1924年（大正13年）4月24日、「第二号駆逐艦」に改称。1928年（昭和3年）8月1日、若竹と改名。駆逐艦籍のまま太平洋戦争に参戦。1944年（昭和19年）3月30日、パラオ大空襲の際にパラオ湾口にて航空機の攻撃により戦没。
呉竹（くれたけ）
1922年（大正11年）12月21日、川崎造船所で竣工。当初名は「第四駆逐艦」。1924年（大正13年）4月24日、「第四号駆逐艦」に改称。1928年（昭和3年）8月1日、呉竹と改名。駆逐艦籍のまま太平洋戦争に参戦。1944年（昭和19年）12月30日、バシー海峡にて米潜水艦「レザーバック」の雷撃を受け戦没。
早苗（さなえ / さなへ）
1923年（大正12年）11月5日、浦賀船渠で竣工。当初名は「第六駆逐艦」。1924年（大正13年）4月24日、「第六号駆逐艦」に改称。1928年（昭和3年）8月1日、早苗と改名。駆逐艦籍のまま太平洋戦争に参戦。1943年（昭和18年）11月18日、セレベス海北緯55度00分 東経120度00分 / 北緯55.000度 東経120.000度地点で米潜水艦「ブルーフィッシュ」の雷撃を受け戦没。
早蕨（さわらび）
1924年（大正13年）7月24日、浦賀船渠で竣工。当初名は「第八駆逐艦」。1924年（大正13年）4月24日、「第八号駆逐艦」に改称。1928年（昭和3年）8月1日、早蕨と改名。昭和7年12月5日、台湾海峡で荒天により転覆沈没。
朝顔（あさがお / あさがほ）
1923年5月10日、石川島造船所で竣工。当初名は「第十駆逐艦」。1924年（大正13年）4月24日、「第十号駆逐艦」に改称。1928年（昭和3年）8月1日、朝顔と改名。駆逐艦籍のまま太平洋戦争に参戦、呉で終戦を迎える。が、7日後に関門海峡で触雷大破し浸水着底した。
夕顔（ゆうがお / ゆふがほ）
1924年5月21日、石川島造船所で竣工。当初名は「第十二駆逐艦」。1924年（大正13年）4月24日、「第十二号駆逐艦」に改称。1928年（昭和3年）8月1日、夕顔と改名。1940年4月1日、哨戒艇に類別変更し第46号哨戒艇に改称。パラオ、トラック方面の船団護衛に従事したが、1944年（昭和19年）11月10日、石廊崎沖で米潜水艦「グリーンリング」の雷撃を受け戦没。
芙蓉（ふよう）
1923年3月16日、藤永田造船所で竣工。当初名は「第十六駆逐艦」。1924年（大正13年）4月24日、「第十六号駆逐艦」に改称。1928年（昭和3年）8月1日、芙蓉と改名。駆逐艦籍のまま太平洋戦争に参戦、1943年（昭和18年）12月20日、マニラ湾口で米潜水艦「パファー」の雷撃を受け戦没。
刈萱（かるかや）
1923年8月20日、藤永田造船所で竣工。当初名は「第十八駆逐艦」。1924年（大正13年）4月24日、「第十八号駆逐艦」に改称。1928年（昭和3年）8月1日、刈萱と改名。駆逐艦籍のまま太平洋戦争に参戦、1944年（昭和19年）5月10日、ルソン沖北緯15度47分 東経119度32分 / 北緯15.783度 東経119.533度地点で米潜水艦「コッド」の雷撃を受け戦没。
- 建造中止：第十四駆逐艦、第二十駆逐艦
- 計画のみ：第二二駆逐艦、第二四駆逐艦、第二六駆逐艦

## 当初予定艦名
計画当初の艦名には漢字2文字の植物名が予定されていた（後の固有艦名とはまた違う植物名）。その後番号名に改められ、竣工時は「第O駆逐艦」（Oは偶数。奇数はのちの神風型）となる。
1924年（大正13年）4月24日に「第O号駆逐艦」と号を付けた。
更に1928年（昭和3年）8月1日、若竹型駆逐艦は、神風型駆逐艦、睦月型駆逐艦と共に固有艦名を与えられた。
| 当初予定艦名       | 命名               | 1928年改名   |
| ------------------ | ------------------ | ------------ |
| 桔梗（ききょう）   | 第二（号）駆逐艦   | 若竹         |
| 百合（ゆり）       | 第四（号）駆逐艦   | 呉竹         |
| 菖蒲（あやめ）     | 第六（号）駆逐艦   | 早苗         |
| 海棠（かいどう）   | 第八（号）駆逐艦   | 早蕨         |
| 杜若（かきつばた） | 第十（号）駆逐艦   | 朝顔         |
| 躑躅（つつじ）     | 第十二（号）駆逐艦 | 夕顔         |
|                    | （第十四駆逐艦）   | （建造中止） |
| 紫陽（あじさい）   | 第十六（号）駆逐艦 | 芙蓉         |
| 刈萱（かるかや）   | 第十八（号）駆逐艦 | 刈萱         |
|                    | （第二十駆逐艦）   | （建造中止） |
|                    | （第二十二駆逐艦） | （計画のみ） |
|                    | （第二十四駆逐艦） | （計画のみ） |
|                    | （第二十六駆逐艦） | （計画のみ） |

建造中止、計画艦の当初予定艦名は紫苑（しおん）、沢瀉（おもだか）、牡丹（ぼたん）、芭蕉（ばしょう）、撫子（なでしこ）。

## 駆逐隊の変遷
若竹型は姉妹艦8隻からなり、それぞれ4隻ずつ駆逐隊を組んだ。若竹、芙蓉は当初すでに編成されていた第二十八駆逐隊、第十三駆逐隊に編入されたが、姉妹艦の建造により姉妹艦とともに駆逐隊を編成した。

### 第二十八駆逐隊
呉鎮守府籍の若竹と樅型の蓮・蓬・蓼で編成。昭和10年11月15日に解隊された。所属部隊と所属駆逐艦の変遷は以下のとおり。各艦の艦歴は各艦の項目を参照。
- 1922年（大正11年）8月7日:蓮、蓼で編成。
- 1922年（大正11年）8月19日:竣工した蓬を編入。
- 1922年（大正11年）9月30日:竣工した第二駆逐艦（若竹）を編入。
- 1922年（大正11年）12月1日:第一艦隊第一水雷戦隊。
- 1923年（大正12年）4月1日:第二駆逐艦（若竹）は呉鎮守府第十三駆逐隊に転出。
- 1923年（大正12年）12月1日:佐世保鎮守府予備艦。
- 1925年（大正14年）12月1日:第一艦隊第一水雷戦隊。
- 1927年（昭和2年）3月26日:第一遣外艦隊。
- 1927年（昭和2年）5月12日:佐世保鎮守府予備艦。
- 1928年（昭和3年）4月17日:第二遣外艦隊。
- 1928年（昭和3年）12月10日:舞鶴要港部部隊。
- 1929年（昭和4年）3月26日:第一遣外艦隊。
- 1930年（昭和5年）12月1日:鎮海要港部部隊。
- 1934年（昭和9年）11月15日:第三艦隊第五水雷戦隊。
- 1935年（昭和10年）11月15日:解隊。蓬、蓼は第二十七駆逐隊に、蓮は第十一戦隊にそれぞれ編入。
- （1937年（昭和12年）12月1日:蓮、第三艦隊ごと支那方面艦隊に編入。）
- （1939年（昭和14年）11月15日:蓮、第一遣支艦隊第十三戦隊に編入。）
- （1940年（昭和15年）11月15日:蓮、上海方面特別根拠地隊に編入。）
- （1945年（昭和20年）10月25日:蓮除籍。）

### 第十三駆逐隊
呉鎮守府籍の呉竹・早苗・早蕨と、佐世保鎮守府第二十八駆逐隊から編入した若竹で編成。神風型駆逐艦からなる先代が大正11年12月1日に解隊されて以来の三代目の第十三駆逐隊となる。初期には芙蓉を一時的に編入していた時期がある。昭和7年12月5日には早蕨が荒天により沈没している。昭和17年12月10日に解隊された。所属部隊と所属駆逐艦の変遷は以下のとおり。各艦の戦歴は各艦の項目を参照。
- 1923年（大正12年）4月1日:第二駆逐艦（若竹）、第四駆逐艦（呉竹）で編成。
- 1923年（大正12年）6月1日:第十六駆逐艦（芙蓉）を編入。
- 1923年（大正12年）9月20日:第十六駆逐艦（芙蓉）は第十六駆逐隊に編入。
- 1923年（大正12年）11月5日:竣工した第六駆逐艦（早苗）を編入。
- 1923年（大正12年）12月1日:第十三駆逐隊司令北川清中佐（海兵33期）。第一艦隊第一水雷戦隊。
- 1924年（大正13年）7月24日:竣工した第八号駆逐艦（早蕨）を編入。
- 1924年（大正13年）11月10日:第十三駆逐隊司令村上正之助中佐（海兵32期）。
- 1925年（大正14年）10月20日:第十三駆逐隊司令石川哲四郎中佐（海兵33期）。
- 1926年（大正15年）12月1日:第十三駆逐隊司令松田鹿三中佐（海兵34期）。呉鎮守府部隊。
- 1928年（昭和3年）12月10日:第十三駆逐隊司令高山忠三中佐（海兵35期）。第一艦隊第一水雷戦隊。
- 1930年（昭和5年）12月1日:呉鎮守府部隊。
- 1930年（昭和5年）12月9日:第十三駆逐隊司令横山茂中佐（海兵37期）。
- 1931年（昭和6年）11月13日:第二遣外艦隊。
- 1932年（昭和7年）2月2日:第三艦隊第二遣外艦隊。
- 1932年（昭和7年）5月11日:呉鎮守府部隊。
- 1932年（昭和7年）12月1日:第十三駆逐隊司令山本正夫中佐（海兵38期）。馬公要港部部隊。
- 1932年（昭和7年）12月5日:早蕨沈没。翌年4月1日除籍。
- 1933年（昭和8年）11月15日:山本司令離任。呉鎮守府部隊。
- 1933年（昭和8年）12月11日:呉鎮守府呉警備戦隊。
- 1934年（昭和9年）11月15日:呉鎮守府部隊。
- 1935年（昭和10年）10月31日:第十三駆逐隊司令西岡茂泰中佐（海兵40期）。
- 1935年（昭和10年）11月15日:第三艦隊第五水雷戦隊。
- 1936年（昭和11年）11月16日:西岡司令離任。
- 1937年（昭和12年）10月20日:支那方面艦隊第四艦隊第五水雷戦隊。
- 1937年（昭和12年）12月1日:呉鎮守府部隊。
- 1938年（昭和13年）4月15日:解隊。所属艦は予備艦となる。
- （1938年（昭和13年）7月25日:早苗、呉鎮守府呉防備戦隊に編入。）
- 1940年（昭和15年）10月15日:再建。第十三駆逐隊司令天野重隆中佐（海兵47期）。
- 1941年（昭和16年）6月23日:第十三駆逐隊司令天谷嘉重中佐（海兵47期）。
- 1942年（昭和17年）4月10日:南西方面艦隊第一海上護衛隊。
- 1942年（昭和17年）7月10日:第十三駆逐隊司令金岡国三大佐（海兵48期）。
- 1942年（昭和17年）12月10日:解隊。所属艦は第一海上護衛隊に編入。
- （1943年（昭和18年）11月18日:早苗戦没。翌年1月1日除籍。）
- （1943年（昭和18年）12月1日:呉竹、早苗(書類上在籍)、海上護衛総司令部第一海上護衛隊に編入。若竹、海上護衛総司令部付属となる。）
- （1944年（昭和19年）3月30日:若竹戦没（パラオ大空襲）。5月10日除籍。）
- （1944年（昭和19年）12月10日:呉竹、第一護衛艦隊に編入。）
- （1944年（昭和19年）12月30日:呉竹戦没。翌年2月10日除籍。）

### 第十六駆逐隊→第三十二駆逐隊
呉鎮守府籍の朝顔・夕顔・刈萱と、第十三駆逐隊から編入した芙蓉で編成。海風型駆逐艦からなる先代が大正7年4月1日に第二駆逐隊にスライドして以来の二代目の第十六駆逐隊となる。昭和6年12月1日には夕顔が第十四駆逐隊に転出している。昭和14年11月15日には舞鶴鎮守府に転出し、海風型駆逐艦、楢型駆逐艦からなる先代が舞鶴鎮守府の廃止に伴い、呉鎮守府に転出して第十七駆逐隊に改名して以来、二代目の第三十二駆逐隊となる。昭和18年1月6日に解隊された。所属部隊と所属駆逐艦の変遷は以下のとおり。各艦の戦歴は各艦の項目を参照。
- 1923年（大正12年）9月20日:第十駆逐艦（朝顔）、第十六駆逐艦（芙蓉）、第十八駆逐艦（刈萱）で編成。
- 1923年（大正12年）12月1日:第一艦隊第一水雷戦隊。
- 1924年（大正13年）5月21日:竣工した第十二号駆逐艦（夕顔）を編入。
- 1924年（大正13年）12月1日:第十六駆逐隊司令森田弥五郎中佐（海兵32期）。
- 1925年（大正14年）12月1日:第十六駆逐隊司令村上正之助大佐（海兵32期）。呉鎮守府部隊。
- 1926年（大正15年）12月1日:第十六駆逐隊司令村田章一中佐（海兵34期）。第一遣外艦隊。
- 1927年（昭和2年）11月15日:第十六駆逐隊司令中島直熊中佐（海兵34期）。
- 1927年（昭和2年）12月1日:第一艦隊第一水雷戦隊。
- 1928年（昭和3年）12月10日:第十六駆逐隊司令神山忠中佐（海兵34期）。
- 1929年（昭和4年）11月30日:第十六駆逐隊司令山本弘毅中佐（海兵36期）。
- 1930年（昭和5年）12月1日:第十六駆逐隊司令小林徹理中佐（海兵38期）。第二遣外艦隊。
- 1931年（昭和6年）12月1日:夕顔は第十四駆逐隊に転出[40]。
- 1932年（昭和7年）2月2日:第三艦隊第二遣外艦隊。
- 1932年（昭和7年）5月16日:第十六駆逐隊司令広瀬末人中佐（海兵39期）。
- 1933年（昭和8年）5月20日:第三艦隊第十戦隊。
- 1933年（昭和8年）11月15日:広瀬司令離任。
- 1934年（昭和9年）8月1日:第十六駆逐隊司令江口松郎中佐（海兵40期）。
- 1934年（昭和9年）10月22日:第十六駆逐隊司令大森仙太郎中佐（海兵41期）。
- 1934年（昭和9年）11月15日:第三艦隊第五水雷戦隊。
- 1935年（昭和10年）11月15日:第十六駆逐隊司令木村昌福中佐（海兵41期）。
- 1936年（昭和11年）12月1日:第十六駆逐隊司令中川浩中佐（海兵42期）。
- 1937年（昭和12年）10月20日:支那方面艦隊第四艦隊第五水雷戦隊。
- 1937年（昭和12年）12月15日:第十六駆逐隊司令島崎利雄中佐（海兵44期）。
- 1938年（昭和13年）12月1日:第五艦隊第五水雷戦隊。
- 1938年（昭和13年）12月15日:第十六駆逐隊司令江口松郎大佐（海兵40期）。
- 1939年（昭和14年）11月15日:舞鶴鎮守府に転籍。第三十二駆逐隊に改称。舞鶴鎮守府部隊。
- 1940年（昭和15年）1月25日:江口司令離任。
- 1940年（昭和15年）1月27日:第三十二駆逐隊司令島崎利雄大佐（海兵44期）。
- 1941年（昭和16年）7月1日:第三十二駆逐隊司令山本岩多中佐（海兵46期）。
- 1941年（昭和16年）7月25日:鎮海警備府部隊。
- 1942年（昭和17年）4月10日:南西方面艦隊第一海上護衛隊。
- 1943年（昭和18年）1月6日:解隊。所属艦は第一海上護衛隊に編入。
- （1943年（昭和18年）12月1日:朝顔、芙蓉、刈萱、海上護衛総司令部第一海上護衛隊に編入。）
- （1943年（昭和18年）12月20日:芙蓉戦没。翌年2月5日除籍。）
- （1944年（昭和19年）5月10日:刈萱戦没。7月10日除籍。）
- （1944年（昭和19年）12月5日:朝顔、第三十一海防隊に編入。）
- （1944年（昭和19年）12月10日:朝顔、第一護衛艦隊第三十一海防隊に編入。）
- （1944年（昭和19年）12月25日:朝顔、第一護衛艦隊に編入。）
- （1945年（昭和20年）2月15日:朝顔、第十二航空艦隊千島方面根拠地隊第一駆逐隊に編入。）